# Torre-Pacheco
Torre-Pacheco er en by og kommune i det sydøstlige Spanien i Murcia-regionen. Den har et indbyggertal på 40.074 (2024) indbyggere.